# 神戸市立垂水養護学校
神戸市立垂水養護学校（こうべしりつ たるみようごがっこう）は、かつて兵庫県神戸市垂水区旭が丘二丁目にあった市立養護学校。おもに肢体不自由児童・生徒を教育対象としていた。
2017年に耐震化対策もあり、知的障害対象の神戸市立青陽西養護学校とともに閉校し、新たに肢体不自由・知的障害を対象とした神戸市立いぶき明生支援学校が開校した。その際に、神戸市立青陽須磨支援学校とともに通学区域も再編された。本校跡地については、2025年の開業を目指して神戸徳洲会病院が移転する予定である。

## 訪問教育部
- 訪問教育部（みどり学級）：神戸市中央区中央区北長狭通4-9-5
- 訪問教育部（にこにこ学級）：神戸市北区北区山田町下谷上字中一里山14-1

## 設置学部
- 幼稚部
- 小学部
- 中学部
- 高等部
- 訪問教育部

## 歴史
- 1976年4月 - 神戸市立友生養護学校（現・神戸市立友生支援学校）より分離開校
- 1976年9月 - 校章制定
- 1978年1月 - 校歌制定
- 2017年3月 - 閉校